# Tipula (Vestiplex) subtincta
Tipula (Vestiplex) subtincta is een tweevleugelige uit de familie langpootmuggen (Tipulidae). De soort komt voor in het Oriëntaals gebied.